# Adil Agha
Sariq Adil (o Saru Adel) conegut com a Adil Agha o Adel Agha (Ağa) (+ 1396) fou un amir (general) d'origen turc al servei dels jalayírides a la segona meitat del segle xiv.
Era descendent d'un grup mongol format pel kan Abaka com auxiliars de les tropes de palau. Als seus inicis fou encarregat del recinte d'ovelles de Bagdad, però va anar ascendint
Va servir sota Uways ibn Hasan Jalayr, arribant a ser el general més prestigiós del grup d'amirs. A la mort d'Uways (1374) va matar el seu fill gran Hasan ibn Uways i va afavorir la pujada al poder del segon fill Husayn ibn Uways, sobre el que va exercir un cert control. Residia generalment a Sultaniya mentre el sultà jalayírida estava habitualment a Tabriz. Va participar en les campanyes contra Amir Wali ibn Ali Hindu de Gurgan i contra els kara koyunlu (1376-1377). Els seu comportament tirànic va provocar que alguns amirs li retiressin el suport i es revoltessin, però Adil els va derrotar a Aub-i-Gurkan, matant a la majoria de rivals (1378).
El nou govern d'Ali ibn Uways i el seu lloctinent Pir Ali Badak a Bagdad, es comportava de manera massa indpependent i Husayn va marxar a la zona amb Adil. Després d'entrar a Bagdad, d'on els rivals ja havien fugit cap a Shushtar, va marxar a aquesta ciutat que va assetjar, sense poder conquerir-la i acabant amb un acord (1379). De retorn a Bagdad va reagrupar l'exèrcit i va tornar a Sultaniya. Un temps després Ali ibn Uways van tornar a Bagdad (1380) i aquesta vegada Husayn no va anar a la zona amb Adil sino amb els generals Mahmud Uka i Omar Kipchak, pero els dos amirs, tot i que van combatre be, foren derrotats i fets presoners per Pir Ali Badak, i les seves forces foren gairebé aniquilades. Husayn quan ho va saber es va retirar cap a Tabriz (1380 o 1381), on va arribar amb dificultad i Ali va recuperar el govern de Bagdad.
Als inicis de 1382 Shaykh Ahmad ibn Uways va decidir revoltar-se contra Husayn i va sortir de Tabriz dirigint-se cap a Ardabil. Husayn li va enviar missatgers demanant-li tornar a Tabriz en pau, però Sultan Ahmed s'hi va negar. Poc després el seu germà Baiazid ibn Uways (designat hereu) es va dirigir a Rayy de la que es va apoderar i es va revoltar igualment A la primavera del 1382 Adil Agha va anar a assetjar el castell de Rayy que estava controlat per Baiazid; davant les dificultats per la reconquesta de Rayy, Husayn, que era a Tabriz, li va enviar reforços i es va quedar gairebe sense forces militars a la seva disposició a Tabriz. Llavors Adil Agha va retirar el seu suport a Husayn i es va entendre amb Baiazid per la seva proclamació com a sultà que es va produir a Sultaniya (la residència d'Adil Agha).
Aleshores Ahmad, per sorpresa, va avançar des d'Ardabil i va ocupar Tabriz matant a Husayn (primavera del 1382). Ahmad va ascendir al sultanat mentre el seu germà Baiezid ja proclamat sultà, amb el suport d'Adil Agha, es disposava a tornar a Tabriz. Ahmad va fugir de Tabriz i es va dirigir a la població de Muzid, demanant ajut als kara koyunlu a fi i efecte d'assegurar la seva posició contra Adil i Baiazid d'un costat però tamble contra Ali i Pir Ali Badak de Bagdad.
Adil Agha va entrar a Tabriz amb Baiezid al seu costat i va organitzar la persecució d'Ahmad i els seus lleials, però a poc d'iniciar el camí diversos amirs (potser subornats per Ahmad) es van mostrar contraris i l'exèrcit va haver de tornar a Sultaniya, la seva residència, deixant el camí lliure a Ahmad per retornar a Tabriz.
Pel seu costat Ali i Pir Badak (que dominaven l'Iraq) van sortir de Bagdad en direcció a Tabriz a l'Azerbaidjan. Ahmad els va sortir al encontre i la batalla es va produir al Huft Rud (Set Rius). L'ala esquerra del sulta Ahmad anava manada per l'amir Omar Kipchak, que va fer defecció i es va unir a Ali. Ahmad va abandonar el camp de batalla i per la ruta de Khoy va fugir cap a Nakhitxevan on es va trobar amb el seu aliat Kara Mehmed dels Kara Koyunlu que estava disposat a donar-li suport i el qual, amb cinc mil homes, va marxar contra l'exèrcit de Shaykh Ali i Pir Badak al que va derrotar, morint els dos caps en el combat.
Ahmad fou reconegut a l'Azerbaidjan i a l'Iraq però encara havia de combatre a Adil Agha i Baiezid que s'havien retirat a Sultaniya; Adil Agha es va dirigir a Tabriz i va iniciar la lluita, però durant aquesta es va produir la campanya de Tamerlà (1383) a l'Azerbaidjan i nord de l'Iraq.
Baiazid va decidir entregar Sultaniya a Ahmad (1384). Aleshores Adil Agha es va passar a Tamerlà que el 1384 va entrar a Sultaniya sense resistència. Ahmad va intentar ocupar Sultaniya però Adil Agha, ara governador en nom de Tamerlà, el va rebutjar.
Tamerlà va retornar a la zona el 1386. Adil va participar al costat del conqueridor en l'ocupació de Tabriz; es va imposar als habitants de la vila un fort tribut i l'encarregat de la recaptació fou Adil Agha, però Tamerlà va sospitar que s'havia quedat amb una part i el va fer executar.